# Francisco de Robles

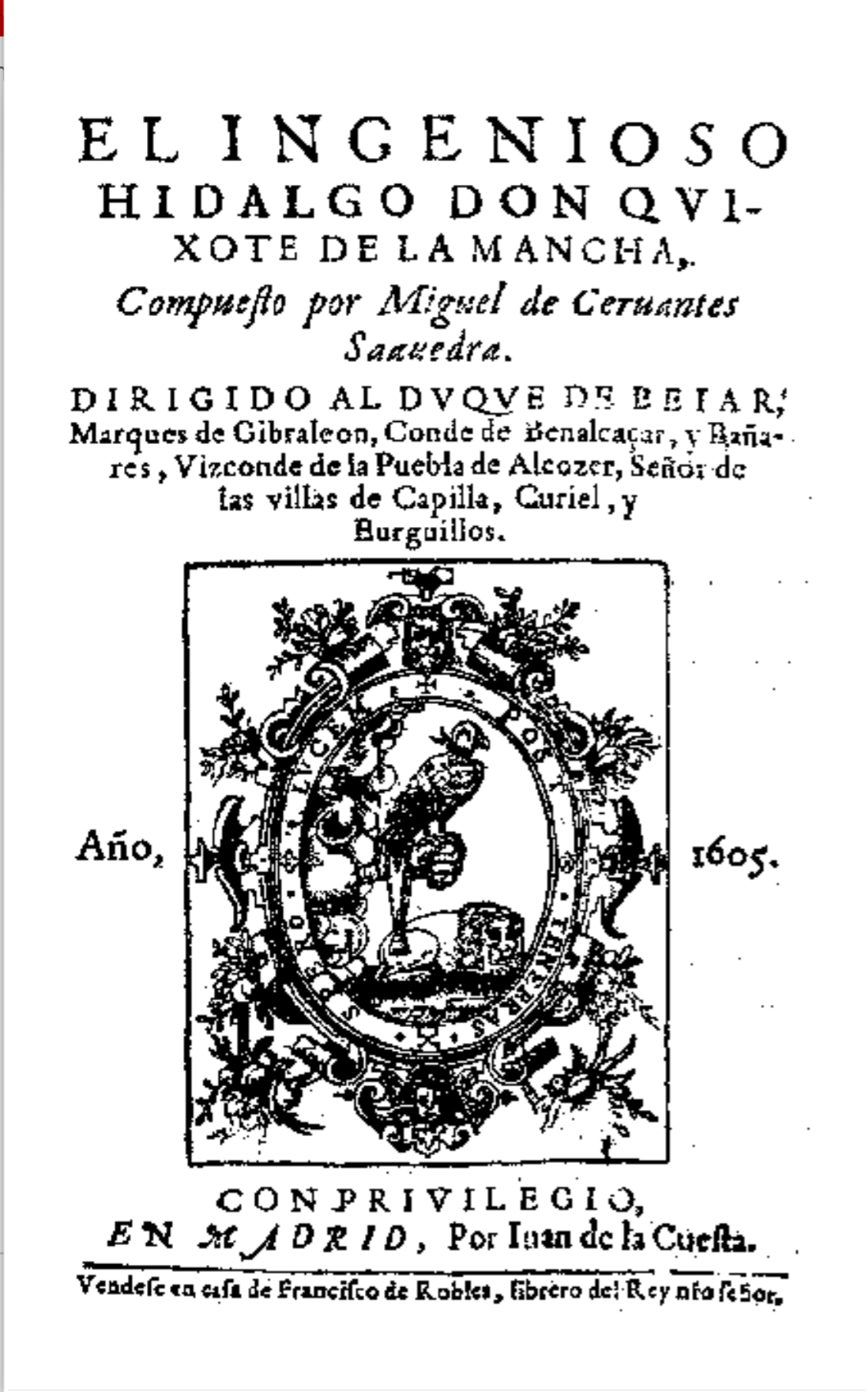
Portada de la edición príncipe de Don Quijote de la Mancha (1605).

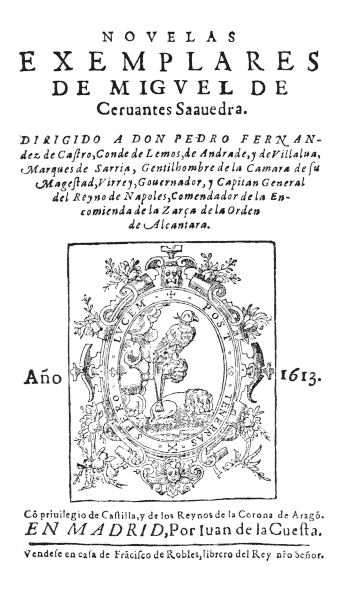
Portada de la edición príncipe de las Novelas ejemplares (1613).

Francisco de Robles (siglo XVI-3 de abril de 1623) fue un mercader de libros (o librero) español, conocido por poner en venta en su establecimiento en Madrid, cerca de la puerta de Guadalajara, la edición príncipe de Don Quijote de la Mancha (comienzos de 1605) y, en 1613, las Novelas ejemplares, de Cervantes.
Robles contrata al impresor Juan de la Cuesta para imprimir Don Quijote en la imprenta que regentaba La Cuesta en la calle Atocha 87, de Madrid, donde actualmente tiene su sede, desde 1953, la Sociedad Cervantina.
Por otra parte, Robles sería el padrino de los dos hijos de Cuesta.
Antes de mudarse a Madrid y establecerse como librero, su padre, Blas de Robles, había publicado en Alcalá de Henares La Galatea de Cervantes en 1585, tras adquirir el privilegio por 1.336 reales.